# Emidio Tucci
Emidio Tucci es una empresa española perteneciente al grupo El Corte Inglés. Se creó el año 1975 en Madrid, dedicada a la fabricación de ropa para hombre y mujer. Ha patrocinado a la selección española de fútbol y a varias celebridades.